# Горная сторона

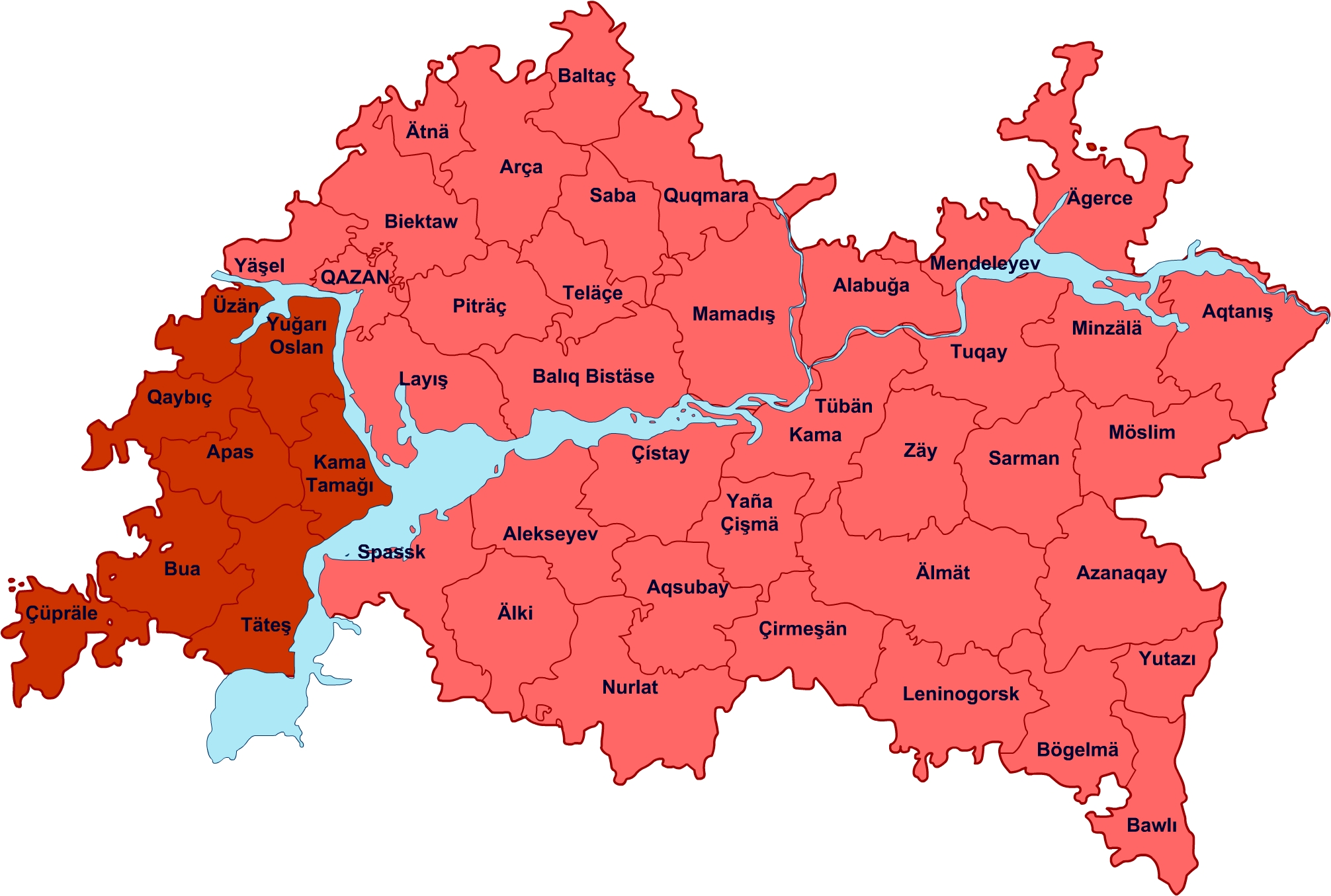
Расположение татарстанской части Горной стороны

Го́рная сторона́ (тат. Тау ягы (tʌʊ jʌˈɣɯ)) — историческое название в русских документах и нарративных источниках правобережья Волги в пределах Казанского ханства (1438—1552) и Казанской земли 2-й половины XVI—XVIII веков. Противопоставлялось Луговой стороне — более низменному левому берегу Волги. Население Горной стороны (горные марийцы, правобережные чуваши, татары, восточная мордва) именовалось горными людьми.
Горной стороной также называют часть Республики Марий Эл и северную часть Чувашии .
Согласно современному физико-географическому районированию Республики Татарстан правобережье Волги в республике называется Предволжье.